# شهرستان چوسوم
شهرستان چوسوم و یا شهرستان چوسونگ (به لاتین: Qusum County) یک شهرستان‌های جمهوری خلق چین در چین است که در لهوکا واقع شده‌است.
 شهرستان چوسوم  ۱۵٬۵۴۱ نفر جمعیت دارد.